# Alan Soñora
Alan Soñora (* 3. August 1998 in New Jersey) ist ein US-amerikanisch-argentinischer Fußballspieler.

## Karriere

### Verein
Er wurde in New Jersey geboren, verbrachte seine Fußballerjugend dann aber in Argentinien, wo er erst für die Boca Juniors und dann Club Atlético Independiente spielte, bei diesen ging er im Sommer 2019 dann auch in deren erste Mannschaft über und bekam im Februar 2020 erste Einsätze in der Primera División. Nach einigen Jahren hier, mit einigen Einsätzen ab 2022, wechselte er im Februar 2023 schließlich nach Mexiko zum FC Juárez. Nach nur acht Einsätzen bis April des Jahres, verließ er den Klub jedoch wieder. Zurück in Argentinien fand er dann mit Huracán im September 2023 einen neuen Klub.

### Nationalmannschaft
Sein Debüt in der A-Nationalmannschaft der USA hatte er am 25. Januar 2023, bei einer 1:2-Freundschaftsspielniederlage gegen Serbien, wo er in der Startelf stand und zur 58. Minute für Eryk Williamson ausgewechselt wurde. Nach zwei weiteren Freundschaftsspieleinsätzen war er auch Teil der Mannschaft beim Gold Cup 2023, wo er mit seiner Mannschaft bis ins Halbfinale kam, er selbst wurde in zwei der Gruppenspiele eingesetzt.